# Cariberto I
Cariberto I (520 circa – Parigi, novembre o dicembre 567) è stato un re franco della dinastia dei merovingi, il maggiore dei figli sopravvissuti a Clotario I, che, tra il 561 ed il 567, regnò su Neustria, Aquitania e Guascogna.

## Origini
Era il figlio terzogenito [il vescovo Gregorio di Tours (536 – 597) lo elenca come terzo figlio], del re dei Franchi Sali della dinastia merovingia, Clotario I e, sempre secondo Gregorio di Tours, della sua terza moglie, Ingonda, di cui non si conoscono gli ascendenti.

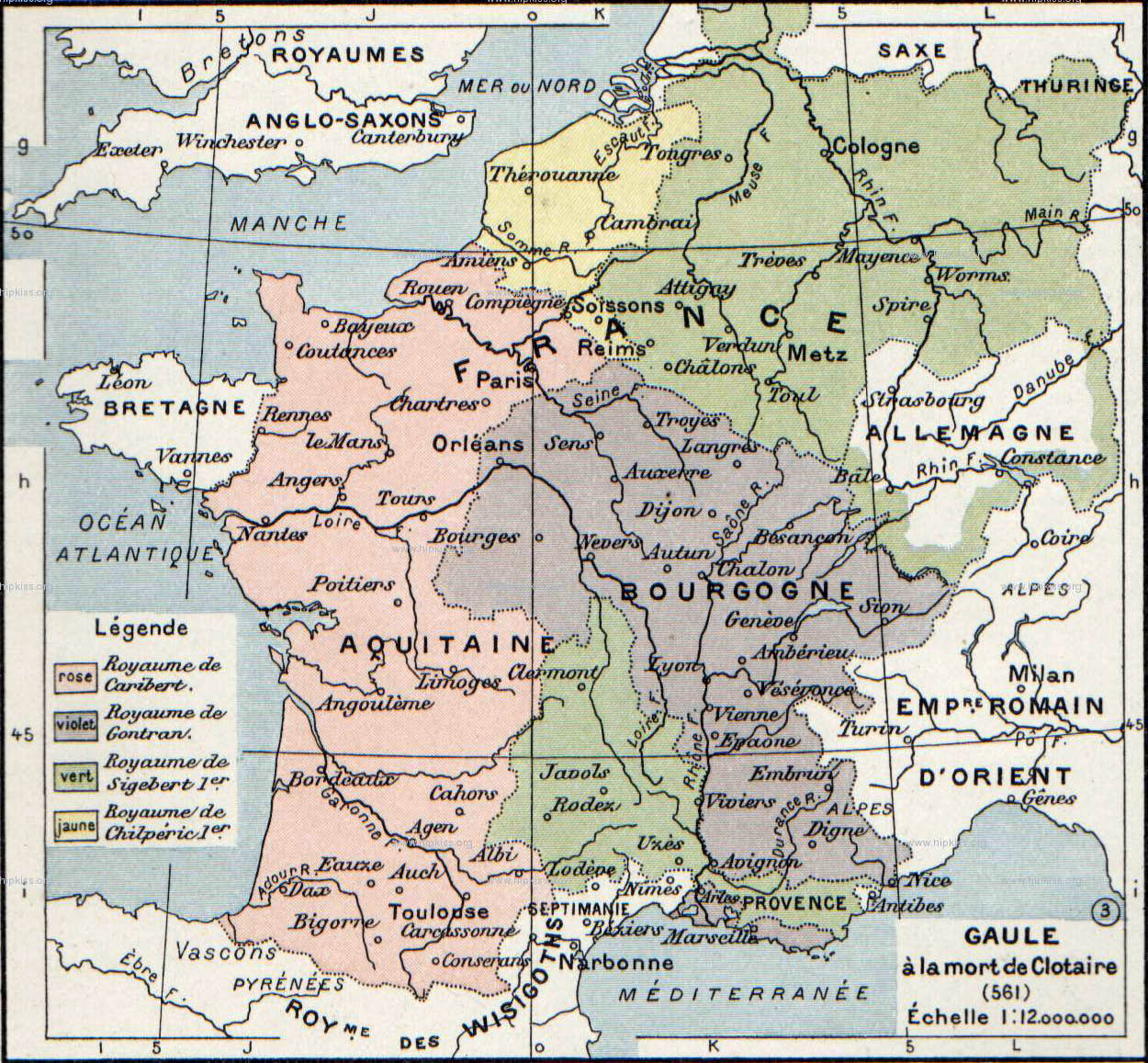
Divisione del regno di Clotario I

Il regno dei Franchi, nel 567, dopo la morte di Cariberto

## Biografia
Alla morte del padre, nel 561, sempre secondo Gregorio di Tours e stando anche alle cronache del vescovo Mario di Avenches, i quattro figli di Clotario I che erano ancora in vita si divisero il regno del padre in quattro parti e a Cariberto toccò quello che era stato il regno dello zio Childeberto I, comprendente la Neustria, l'Aquitania, la Guascogna e la Novempopulania (l'antica regione il cui territorio oggi coincide, più o meno, con la diocesi di Vienne), comprendente le città di Parigi (la capitale: il suo è generalmente chiamato il regno di Parigi), Rouen, Tours, Poitiers, Limoges, Bordeaux, Tolosa, Cahors e Albi.
Il suo tentativo di consolidare l'autorità monarchica all'interno del suo regno fu duramente ostacolato dal clero, soprattutto per il suo comportamento immorale per ciò che concerne la sua vita matrimoniale, che lo portò ad essere scomunicato, come è raccontato da Gregorio di Tours nella sua Historia Francorum; egli ne parla come un uomo dissoluto e ignorante in conflitto con alcuni ecclesiastici.
Cariberto morì nel 567 e venne sepolto nella chiesa dell'abbazia di San Vincenzo, presso Parigi (oggi Saint-Germain-des-Prés) ed il suo regno, in mancanza di eredi maschi legittimi, venne diviso tra i fratelli Gontrano (che ne ebbe la parte maggiore), Sigeberto I e Chilperico I.

## Matrimoni e discendenza
Clotario si sposò quattro volte. La prima moglie fu Ingoberga (ca. 520-589), da cui ebbe una figlia femmina: Berta (prima del 560- prima del 616), che sposò il re pagano Etelberto del Kent e lo convertì al cristianesimo,
Ingoberga aveva al suo servizio due fanciulle, figlie di un lavoratore della lana, Meroflede e Marcovefa, che erano amate da re Cariberto. Ingoberga, che aveva cercato di umiliare il padre della ragazze, fu ripudiata e Meroflede, divenuta la seconda moglie di Cariberto, gli diede una figlia: Berthefleda (dopo il 561-dopo il 589) che fu suora al convento di San Martino a Tours.
Dopodiché Cariberto sposò Theodichilde, la figlia di un pastore, che dopo la morte del marito si offrì in moglie al cognato, Gontrano, che la inviò in un monastero di Arles. Theodichilde a Cariberto aveva dato un figlio: un figlio maschio (nato dopo il 561) che visse poche giorni.
Infine Cariberto sposò Marcovefa, la sorella della sua seconda moglie, per cui ebbe problemi con il vescovo Germano, che lo scomunicò. Marcovefa a Cariberto forse diede una figlia: Clotilde (dopo il 561-dopo il 590), suora nell'abbazia della Santa Croce di Poitiers, dove guidò, assieme alla cugina Basina, figlia di Chilperico I, una rivolta contro la badessa, Leubovera.

## Ascendenza
|             |   |                            | Genitori |  |  | Nonni |  |  | Bisnonni     |  |  | Trisnonni |  |
|             |   |                            |          |  |  |       |  |  | Childerico I |  |  | Meroveo   |  |
|             |   |                            |          |  |  |       |  |  | Childerico I |  |  | Meroveo   |  |
|             |   | …                          |          |  |  |       |  |  | Childerico I |  |  |           |  |
| Clodoveo I  |   |                            |          |  |  |       |  |  | Childerico I |  |  |           |  |
|             |   | Basina                     | …        |  |  |       |  |  |              |  |  |           |  |
|             |   | Basina                     | …        |  |  |       |  |  |              |  |  |           |  |
|             |   | Basina                     | …        |  |  |       |  |  |              |  |  |           |  |
| Clotario I  |   | Basina                     |          |  |  |       |  |  |              |  |  |           |  |
|             |   | Chilperico II dei Burgundi | Gundioco |  |  |       |  |  |              |  |  |           |  |
|             |   | Chilperico II dei Burgundi | Gundioco |  |  |       |  |  |              |  |  |           |  |
|             |   | Chilperico II dei Burgundi | …        |  |  |       |  |  |              |  |  |           |  |
| Clotilde    |   | Chilperico II dei Burgundi |          |  |  |       |  |  |              |  |  |           |  |
|             |   | …                          | …        |  |  |       |  |  |              |  |  |           |  |
|             |   | …                          | …        |  |  |       |  |  |              |  |  |           |  |
|             |   | …                          | …        |  |  |       |  |  |              |  |  |           |  |
| Cariberto I |   | …                          |          |  |  |       |  |  |              |  |  |           |  |
|             | … | …                          |          |  |  |       |  |  |              |  |  |           |  |
|             | … | …                          |          |  |  |       |  |  |              |  |  |           |  |
|             | … | …                          |          |  |  |       |  |  |              |  |  |           |  |
| …           | … |                            |          |  |  |       |  |  |              |  |  |           |  |
|             |   | …                          | …        |  |  |       |  |  |              |  |  |           |  |
|             |   | …                          | …        |  |  |       |  |  |              |  |  |           |  |
|             |   | …                          | …        |  |  |       |  |  |              |  |  |           |  |
| Ingonda     |   | …                          |          |  |  |       |  |  |              |  |  |           |  |
|             |   | …                          | …        |  |  |       |  |  |              |  |  |           |  |
|             |   | …                          | …        |  |  |       |  |  |              |  |  |           |  |
|             |   | …                          | …        |  |  |       |  |  |              |  |  |           |  |
| …           |   | …                          |          |  |  |       |  |  |              |  |  |           |  |
|             |   | …                          | …        |  |  |       |  |  |              |  |  |           |  |
|             |   | …                          | …        |  |  |       |  |  |              |  |  |           |  |
|             |   | …                          | …        |  |  |       |  |  |              |  |  |           |  |
|             |   | …                          |          |  |  |       |  |  |              |  |  |           |  |

### Fonti primarie
- (LA)  Gregorio di Tours, Historia Francorum Testo disponibile su Wikisource.

### Letteratura storiografica
- Christian Pfister, La Gallia sotto i Franchi merovingi. Vicende storiche, in Storia del mondo medievale - Vol. I, Cambridge, Cambridge University Press, 1978,  pp. 688-711.